# درهم‌تنیده (فیلم)
درهم‌تنیده (به هندی: Ulajh) و (به انگلیسی: Entangle) فیلمی محصول سال ۲۰۲۴ و به کارگردانی سودهانشو ساریا است. در این فیلم بازیگرانی همچون جانوی کاپور، روشن متیو، گلشن دوایا، عادل حسین و راجندرا گوپتا ایفای نقش کرده‌اند.